# Homepilot
 (septembre 2022).
La mise en forme du texte ne suit pas les recommandations de Wikipédia : il faut le « wikifier ».
Les points d'amélioration suivants sont les cas les plus fréquents :
- Les titres sont pré-formatés par le logiciel. Ils ne sont ni en capitales, ni en gras.
- Le texte ne doit pas être écrit en capitales (les noms de famille non plus), ni en gras, ni en italique, ni en « petit »…
- Le gras n'est utilisé que pour surligner le titre de l'article dans l'introduction, une seule fois.
- L'italique est rarement utilisé : mots en langue étrangère, titres d'œuvres, noms de bateaux, etc.
- Les citations ne sont pas en italique mais en corps de texte normal. Elles sont entourées par des guillemets français : « et ».
- Les listes à puces sont à éviter, des paragraphes rédigés étant largement préférés. Les tableaux sont à réserver à la présentation de données structurées (résultats, etc.).
- Les appels de note de bas de page (petits chiffres en exposant, introduits par l'outil «  Source ») sont à placer entre la fin de phrase et le point final[comme ça].
- Les liens internes (vers d'autres articles de Wikipédia) sont à choisir avec parcimonie. Créez des liens vers des articles approfondissant le sujet. Les termes génériques sans rapport avec le sujet sont à éviter, ainsi que les répétitions de liens vers un même terme.
- Les liens externes sont à placer uniquement dans une section « Liens externes », à la fin de l'article. Ces liens sont à choisir avec parcimonie suivant les règles définies. Si un lien sert de source à l'article, son insertion dans le texte est à faire par les notes de bas de page.
- La présentation des références doit suivre les conventions bibliographiques. Il est recommandé d'utiliser les modèles {{Ouvrage}}, {{Chapitre}}, {{Article}}, {{Lien web}} et/ou {{Bibliographie}}. Le mode d'édition visuel peut mettre en forme automatiquement les références.
- Insérer une infobox (cadre d'informations à droite) n'est pas obligatoire pour parachever la mise en page.

Pour une aide détaillée, merci de consulter Aide:Wikification.
Si vous pensez que ces points ont été résolus, vous pouvez retirer ce bandeau et améliorer la mise en forme d'un autre article.
 (septembre 2022).
Il peut être nécessaire de l'améliorer pour respecter le principe de neutralité de point de vue. 

 (octobre 2022).
Homepilot ou Rent Technologies est une entreprise française spécialisée en gestion locative et location immobilière.

## Historique
La société a été créée en 2016 par Gilles Bourcy et Laurent Kretz. L’entreprise débute officiellement son activité en mars 2017. 
En juin 2018 Homepilot annonce une levée de fonds de 0,6 million d'euros auprès de business angels, tels que Christophe Courtin (Santiane), Cyril Vermeulen (Aufeminin) et Jean-Fabrice Mathieu (Seloger). Trois ans plus tard, en février 2021, Homepilot annonce sa deuxième levée de fonds de 2,6 millions d'euros auprès de ses actionnaires historiques et de nouveaux investisseurs, notamment Notus Technologies, la holding familiale de Geoffroy Roux de Bézieux, ainsi que de Bpifrance. 
En septembre 2022 Homepilot revendique plus d’un milliard d’euros de patrimoine immobilier sous gestion et annonce l’entrée du groupe IAD au capital en tant qu’actionnaire majoritaire.  

## Modèle économique
Homepilot a une approche digitale de la gestion locative. Au-delà de l’activité d’agence immobilière de location et gestion, l’entreprise développé un outil SaaS de gestion immobilière, qui lui permet d’automatiser certaines tâches ,.